# Cal Calderó (Moià)
Cal Calderó és una obra de Moià protegida com a Bé Cultural d'Interès Local.

## Descripció
Antiga casa situada entre mitgeres al carrer Sant Sebastià. Només es conserva la façana, de pedra irregular i morter. Destaquen les obertures emmarcades per carreus i l'emplaçament d'alguns arcs sardinells.

## Història
Els incendis del 1839, durant les Guerres Carlines, afectaren a Cal Calderó.